# Damernas poänglopp i bancykling vid olympiska sommarspelen 1996
Damernas poänglopp i bancykling vid olympiska sommarspelen 1996 ägde rum den 28 juli 1996 i Atlanta.

## Medaljörer
| Event              | Guld                   | Silver               | Brons                    |
| Damernas poänglopp | Nathalie Lancien (FRA) | Ingrid Haringa (NED) | Lucy Tyler-Sharman (AUS) |

## Resultat
| Placering | Namn                         | Poäng  |
| --------- | ---------------------------- | ------ |
|           | Nathalie Even-Lancien (FRA)  | 24     |
|           | Ingrid Haringa (NED)         | 23     |
|           | Lucy Tyler-Sharman (AUS)     | 17     |
| 4         | Svetlana Samokhvalova (RUS)  | 14     |
| 5         | Maureen Kaila (ESA)          | 11     |
| 6         | Lyudmila Gorozhanskaya (BLR) | 11     |
| 7         | Tea Vikstedt-Nyman (FIN)     | 9      |
| 8         | Jacqui Nelson (NZL)          | 8      |
| 9         | Seiko Hashimoto (JPN)        | 7      |
| 10        | Nada Cristofoli (ITA)        | 6      |
| 11        | Belem Guerrero (MEX)         | 4      |
| 12        | Alla Vasilenko (KAZ)         | 2      |
| 13        | Judith Arndt (GER)           | 2      |
| 14        | Maria Lawrence (GBR)         | 1      |
| 15        | Daniela Larreal (VEN)        | 0      |
| 16        | Tanja Klein (AUT)            | 0      |
| 17        | Jeanne Golay (USA)           | 0      |
| 18        | Dania Pérez (CUB)            | 0      |
| –         | Wang Yan (CHN)               | Avbröt |
| –         | Kim Yong-Mi (KOR)            | Avbröt |
| –         | May Britt Hartwell (NOR)     | Avbröt |
| –         | Izaskun Bengoa (ESP)         | Avbröt |
| –         | Rita Razmaitė (LTU)          | Avbröt |